# مانو سينغ
مانو سينغ (بالإنجليزية: Manu Singh)‏ هو عالم بيئة هندي، ولد في 21 مايو 1983 في دهرادون في الهند.